# Temperatura efetiva

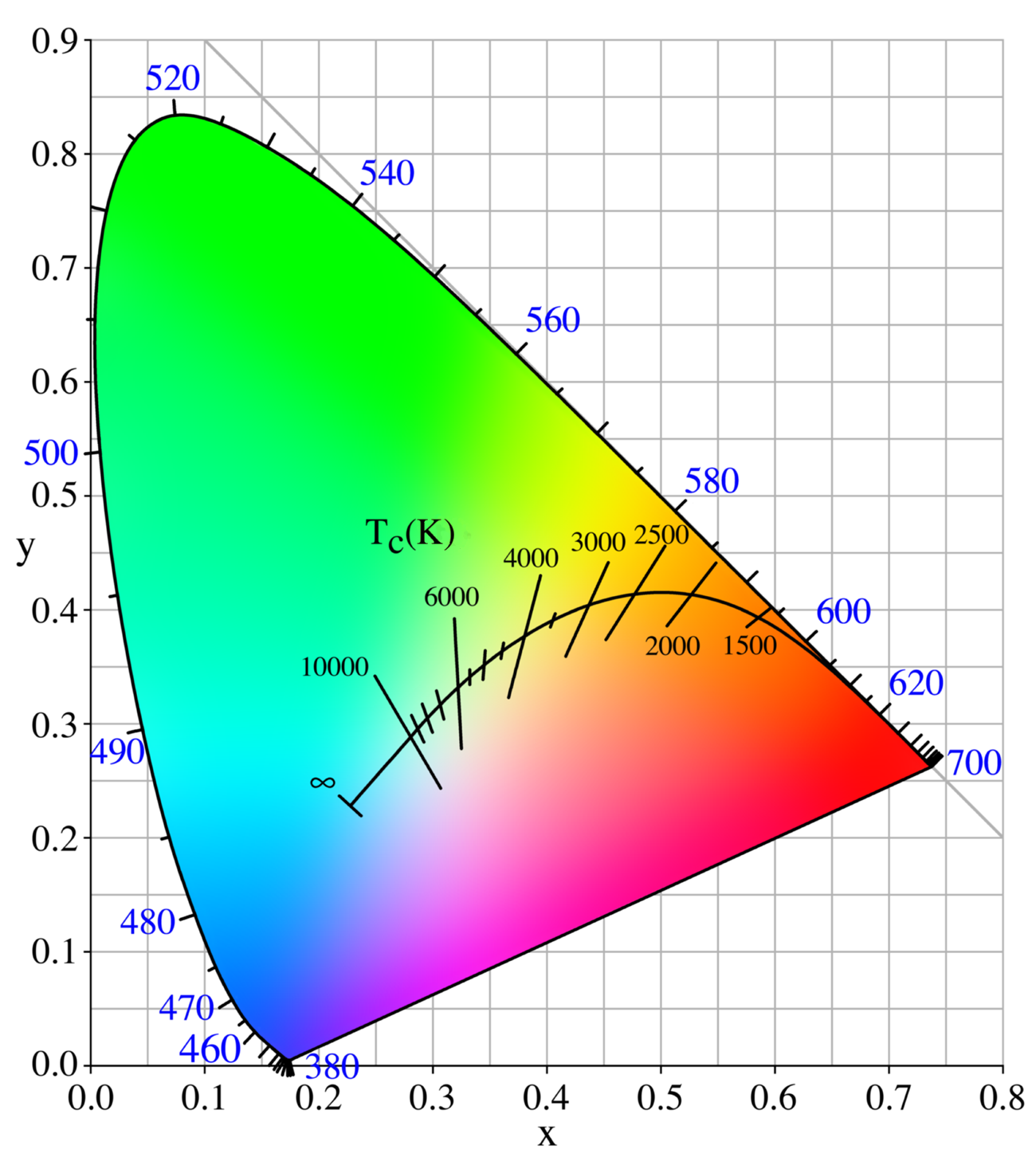
Diagrama cromático CIE xy de 1931, incorporando o Lócus de Planck. O Lócus de Planck representa a trajetória que uma cor de corpo negro seguirá no diagrama à medida que a temperatura do corpo negro varia.

A temperatura efetiva de uma estrela é a temperatura de um corpo negro de mesma luminosidade por área de superfície ({\displaystyle {\mathcal {F}}_{Bol}}) que a do corpo celeste em questão, de acordo com a Lei de Stefan-Boltzmann {\displaystyle {\mathcal {F}}_{Bol}=\sigma T_{eff}^{4}}. Observe-se que a luminosidade total (bolométrica) de uma estrela é então de {\displaystyle L=4\pi R^{2}\sigma T_{eff}^{4}}, onde {\displaystyle R} é o raio estelar. A definição do raio estelar não é obviamente direta. De forma mais rigorosa, a temperatura efetiva corresponde a temperatura no raio que é definido pela profundidade óptica Rosseland. A temperatura efetiva e a luminosidade bolométrica são dois parâmetros físicos fundamentais necessários para situar uma estrela no diagrama HR. Tanto a temperatura efetiva quanto a luminosidade bolométrica dependem da composição química da estrela.
A temperatura efetiva do Sol é de cerca de 5780 kelvins (K). Realmente, as estrelas têm um gradiente de temperatura, que vai do núcleo central até a camada mais exterior. A temperatura do núcleo do Sol, onde ocorrem as reações nucleares, é calculado em 15.000.000 K.
O índice de cor de uma estrela indica sua temperatura, das frias (pelos padrões estelares) estrelas vermelhas classe M, que emitem fortemente no infravermelho, até o azul profundo das estrelas O, que irradiam em larga escala no ultravioleta. A temperatura efetiva de uma estrela indica o montante de calor que a estrela irradia por unidade de área de superfície. Das superfícies mais quentes para as mais frias foi montada a seqüência de tipos estelares O, B, A, F, G, K, e M (que os astrônomos costumam decorar com o mnemônico Oh Be A Fine Girl, Kiss Me!; quando ainda eram usadas as classes R, N e S, acrescentava-se Right Now Sweetheart à frase).
Uma estrela vermelha pode ser úma diminuta anã vermelha, uma estrela de baixa produção de energia e pequena superfície ou uma gigante ou mesmo supergigante tal como  Antares ou Betelgeuse, as quais geram muito mais energia, mas através de uma superfície tão vasta que irradiam muito menos por unidade de área de superfície. Uma estrela no meio do espectro, tal como o modesto Sol ou a gigante Capella irradiam mais calor por unidade de superfície do que as fracas anãs e supergigantes vermelhas, mas muito menos do que estrelas azuis como Vega ou Rigel.

## Planeta
A temperatura efetiva de um planeta pode ser calculada comparando a energia recebida pelo planeta com a energia emitida por um corpo negro de temperatura T.
Seja o caso de um planeta a uma distância D da estrela, de luminosidade L.
Assumindo que a estrela irradie isotropicamente e que o planeta esteja distante da estrela, a energia absorvida pelo planeta é dada tratando o planeta como um disco de raio r, o qual intercepta algo da energia que é espalhada sobre a superfície de uma esfera de raio  D. Também concedemos que o planeta reflita algo da radiação incidente incorporando um parâmetro denominado albedo. Um albedo de 1 significa que toda a radiação é refletida, e um albedo de 0 significa que toda ela é absorvida. A expressão para energia absorvida é:
{\displaystyle P_{abs}={\frac {Lr^{2}(1-A)}{4D^{2}}}}
A próxima pressuposição a ser feita é que o planeta inteiro está na mesma temperatura T, e que o planeta irradie como um corpo negro. Isto resulta na expressão para a energia irradiada pelo planeta:
{\displaystyle P_{rad}=4\pi r^{2}\sigma T^{4}}
Igualando estas duas expressões e rearranjando-as, obtemos uma expressão para a temperatura efetiva:
{\displaystyle T=\left({\frac {L(1-A)}{16\pi \sigma D^{2}}}\right)^{\tfrac {1}{4}}}
Observe-se que o raio do planeta é neutralizado no final da expressão.
A temperatura efetiva de Júpiter é de 112 K e 51 Pegasi b (Bellerophon) é de 1258 K. A temperatura real depende do albedo, atmosfera e calor interno. A temperatura real por análise espectroscópica para HD 209458 b (Osíris) é 1130 K, mas a temperatura do corpo negro é de 1359 K. O calor interno de Júpiter com a temperatura efetiva de 112 K resulta num total de 152 K como temperatura real.